# Balder dead (Arnold)
Balder dead – poemat angielskiego poety Matthew Arnolda, opublikowany w 1855. Jest oparty na mitologii nordyckiej (staroskandynawskiej). Składa się z trzech części, Sending, Journey to the Dead i Funeral. Został napisany wierszem białym, czyli nierymowanym pentametrem jambicznym (dziesięciozgłoskowiec).

So on the floor lay Balder dead; and round
Lay thickly strewn swords, axes, darts, and spears,
Which all the gods in sport had idly thrown
At Balder, whom no weapon pierced or clove;
But in his breast stood fixed the fatal bough
Of mistletoe, which Lok the Accuser gave
To Hoder, and unwitting Hoder threw—
'Gainst that alone had Balder's life no charm.